# 稲城市郷土資料室
稲城市郷土資料室（いなぎしきょうどしりょうしつ）は、東京都稲城市平尾にある、市立歴史博物館に相当する文化施設である。稲城市の歴史が学習でき、また稲城市内の遺跡から出土した考古資料などが展示されている。廃校の敷地を活用した複合施設ふれんど平尾内の校舎であった、生活文化施設ふれんど平尾の2階に所在する。

## 概要
複合施設ふれんど平尾は、平尾地区1丁目9番にかつてあった稲城市立稲城第八小学校を利用して、2004年（平成16年）7月に開館した。ふれんど平尾も郷土資料室も入場無料であるが、施設を団体などで予約利用している場所などは入場禁止である。展示品の前には展示品の概要が分かる、無料配布の『文化財ノート』を設置している。この『文化財ノート』は、稲城市の遺跡や出土品についての解説を、1枚紙にオフセット印刷したものが主で、毎年数枚発行し、展示品前や資料室前の廊下の棚、中央文化センターにて配布している。一部は稲城市のホームページにてPDF書類のほか、HTML書類でも公開している。

### 郷土資料室
資料室は、建物2階の元々放送室や校長室などであった教室3部屋分を利用して展示室などにしている。以下の6室がある。
- 郷土資料室受付：受付ガラス戸の前には、無料の観光案内なパンフレットや、ここのは見本なので購入不可な稲城市の歴史が分かる稲城市文化財地図[3]、入館者の記名帳、アンケート用紙、「関東考古学フェア スタンプラリー」のスタンプシート[4]などを設置している。
- 歴史展示室1：原始、古代から江戸時代の歴史資料を展示している。縄文時代などの出土品や「瓦窯の大型模型」[5]もある。それらの写真パネル、縄文時代の生活などを表すクルミ、瓦谷戸窯跡の資料などがある。かつて稲城市内には、縄文時代から弥生時代、古墳時代、奈良時代にかけての複合遺跡である平尾台原遺跡のほか[6]、大丸城[7]、大丸遺跡[8]、国分寺の屋根瓦を焼成した瓦谷戸窯跡[9]など多くの遺跡が存在したが、多摩ニュータウンや平尾団地、戸建て住宅地などの開発が1960年代頃から始まると、遺跡の多くは発掘調査後に消滅した。日本では都市部ほど遺跡が多く消滅している。それらの出土品が資料室などで展示している。
- 標本展示室：多摩丘陵の自然を伝える動植物の標本資料を展示している。チョウ類、トンボ類、カミキリムシ類、甲虫類などの昆虫標本を展示している。稲城で発見された昆虫である、最近見られなくなった国蝶オオムラサキなどの希少標本も展示している[10]。
- 歴史展示室2：明治時代から現代の歴史資料を展示している。奚疑塾の資料、梨のラベルなども展示している[11]。
- 閲覧室
- 民俗展示室：国の重要無形民俗文化財に指定された江戸の里神楽の衣装、等身大の神楽の神像や、刀剣、農具、年中行事、民具資料、郷土芸能、石造物、漁労具の資料などを展示している。また江戸時代の古民家・土蔵・薪小屋の模型、東京都稲城市坂浜地域の地形模型、大蛇の頭部模型[12]などを展示している。
- 廊下：受付の前の廊下の棚には、『文化財ノート』や、他の施設などで歴史や文化に関わる行事などの案内パンフレットが設置している。歴史展示室2付近にある稲城市の史跡・遺跡などの有料資料[13]は、ふれんど平尾の東側1階の受付事務室、稲城市役所、高さ約3.6mの「ガンダム&シャア専用ザク」のモニュメントが立っている「いなぎ発信基地ペアテラス[14]」で購入となる[3]。廊下には椅子がある。また防犯カメラが設置されており、展示室の入口付近には「写真撮影禁止」の警告文がある。

### 施設外の出土品、施設周辺の史跡・遺跡など
稲城市若葉台の出土品などは、市内出土の考古資料であるが東京都教育委員会が管理していることもあり多摩市の東京都埋蔵文化財センターで常設展示している。また、平尾台原遺跡近くの平尾馬場横穴墓群から出土した、古代の有力者の耳飾りである金環などの出土品も、武蔵野市などで保管している。平尾馬場横穴墓群などの写真は歴史展示室1や『文化財ノート』などで見られる。
ふれんど平尾の近くには、杉山神社の御旅所という史跡があるが入場はできない。また、現在の平尾団地の中には、かつて鎌倉幕府滅亡時の幕府将士の供養塚とされる「御座松塚」と松の木があったが、明治時代初期に近くの都県境に移設された。松の木は失われたが、御座松塚は今もフェンスで囲まれて現存している。御座松塚には小田急多摩線栗平駅から徒歩5分ほどで到着する。
平尾は都市化が進んだものの、都内唯一の入定塚である平尾入定塚のほか、平尾十三塚や平尾原経塚などの史跡、縄文・弥生・古墳・奈良時代などの埋蔵文化財包蔵地（各種遺跡）が2021年現在に161箇所あり、古い寺社や地蔵などが、隣接する神奈川県川崎市麻生区と共に多い。平尾入定塚と隣接する平尾十三塚所在地は、川崎市麻生区古沢（旧古沢村）との境にあたる。江戸時代に、平尾村と古沢村・片平村がこの地で境界争いをしたことが、平尾の「馬場家文書」から判る。平尾原経塚は、平尾台原遺跡の遺跡範囲近くにあり、大通りと横道の接点という交通量が多い場所にある。
郷土資料室などで閲覧できる稲城市文化財地図に掲載の「道陸神の石塔」は、現地では「下平尾地蔵堂」と表記され、一般的には「二丁目の地蔵堂」と呼ばれている。御堂（小屋）の中に地蔵があり、周辺には墓地がある。江戸時代に古沢道などと呼ばていた道があり、その道祖神であったらしい。
平尾二丁目には、江戸時代の平尾村名主（村長）の屋敷である「平尾の古民家」（母屋は幕末、土蔵は明治時代初期の建築）がある。古民家は役人などを迎えるための接客用の玄関や平書院、名主だけに許された式台や舞良戸がある。古民家は入場無料で、生涯学習課の職員などが現地にいるので予約なしでも入場可能であり、毎月2回ほど午前中に一般公開している。公開日時は古民家の門近くか、稲城市のホームページを見るとわかる。稲城市のホームページなどでは見当たらないが、古民家は1970年代頃までは茅葺き屋根であった。
平尾団地などの開発のために、稲城市文化財地図にも記載の江戸時代などの地名の「法井田谷」近くに移設された、狐の石像が多くある「稲荷大明神」や、山王社から急坂の天道山に移設された「稲荷神社」がある。これら平尾の古民家や稲荷神社へ行くには、駐車場が無いと言われているが、コインパーキングが地蔵堂やバス停「台原」などの近くにある。
地蔵堂近くの谷戸通りの古民家付近には、平尾谷戸通り南側緑地という竹やぶがあり、その中には珍しい墓や地蔵が多くある平尾谷戸通り谷向の墓所と呼ばれる墓地がある。南側緑地の近くの古沢緑地も、野花などが多くあり東京近郊にしては自然が多い。古沢にも縄文時代の遺跡である古沢都古遺跡や、源義経が立ち寄った九朗明神社がある。
資料室には、平尾入定塚や平尾十三塚・平尾原経塚などについて解説する『文化財ノート』や、平尾の古民家について子供向けに解説した資料もある。また稲城市は、Youtubeで市内の道陸神などについて子供向け動画をアップロードしている。

### 史跡や遺跡などの問い合わせ先
資料室や、古民家・史跡・遺跡などに対する質問などは、ふれんど平尾の受付事務室ではなく、郷土資料室の受付となる。しかしそこに人がいない場合や、資料室に無い資料の購入、歴史・文化についての詳しい問い合わせは、稲城市の生涯学習課となる。事前確認なら電話だけでなくWebフォームでも問い合わせができる。
資料室には、歴史学習などで読める書籍の数は多くはなく、ふれんど平尾の隣の第三文化センター内の図書館に少しあり、インターネットで他の稲城市内（隣接した川崎市も多少対応）の図書館から借りるための予約も出来る。平尾の古民家・入定塚・十三塚・経塚などについてや、『文化財ノート』などについて、詳細を知りたい場合は生涯学習課に問い合わせとなる。ただし遺跡などの詳しい調査・研究は、東京都教育委員会や大学などがしているので、それらに問い合わせる方が早い。縄文遺跡などの場所は大まかではあるが、東京都教育委員会の「東京都遺跡地図情報インターネット提供サービス」で検索できる。なお稲荷神社は個人で作っていて不明な場合もある。

## 開館時間
郷土歴史資料室の開館時間は午前9時から午後5時であり、ふれんど平尾は午前9時から午後9時までである。休館日は毎週月曜日、および12月29日から翌年1月3日（同日が月曜日である時はその翌日）までである。

## 交通アクセス
- 小田急バスでは、発車本数は少ないが南武線南多摩駅や京王相模原線稲城駅から、あるいは本数が多い小田急小田原線・小田急多摩線の新百合ヶ丘駅南口から乗車し「台原」バス停で下車。徒歩5分ほどで到着する。その途中の理容店の近くの車道が、平尾台原遺跡エリアの中心地であり、セブンイレブン稲城市平尾店がある交差点向かいの公文教室前の歩道が、2番目に大きなエリアの中心地である。
- iバスでは、小田急多摩線はるひ野駅や、同線栗平駅、京王相模原線若葉台駅、南武線南多摩駅から乗車し、「文化センター・ふれんど平尾」バス停で下車。杉山神社の御旅所が近くにあり、そこから徒歩1分ほどで到着する。
- タクシーでは、発車本数が多い新百合ヶ丘駅の南口から乗車しても行ける[28]。他の駅はタクシーが多くとまっていない。帰りの場合は、この辺は交通量が少ないのでタクシーをつかまえづらい。この地域のタクシー会社は電話で迎車依頼も出来るが、神奈川県のタクシー会社だと、神奈川県から東京都に行くのは出来ないこともあるが、新百合ヶ丘駅に行く場合は出来ることもある。
- 徒歩では、最短は新百合ヶ丘駅北口から25分ほどかかる。
- ふれんど平尾の敷地内には、自動車がとめられる駐車場がある。東側の門扉の付近には、元プールも駐車場になっており、元からあった駐車場の他も駐車場になっているので、車をとめられる台数は少なくはない。
- ふれんど平尾の東側の門扉近くの玄関が一般客の出入り口となる。玄関には施設利用などについて質問できる受付事務室や、飲料の自動販売機、施設案内パンフレット、市民が文化活動や会議などの施設利用予約を行うパソコンがある。また施設外のパソコンや携帯電話、スマートフォンでも、稲城市公共施設予約サイトで予約などが出来る[29]。ふれんど平尾建物内の多くは土足で通行できる。受付事務室の隣は公職選挙の投票所にもなる談話室があり、その隣りには日曜日など多数の休みはあるが、自家製なパンやクッキーなどの販売所「（就労継続支援事業）エイトピア工房[30]」や、トイレやエレベーターや階段などがあり、その先の2階が郷土資料室となる。
- 平尾地域では、ふれんど平尾東側の門扉付近と、平尾入定塚近くの「平尾入定塚児童公園」の最も東側のブランコがあるエリア内のみが、貸出・返却が可能な貸し自転車の駐輪場であり、スマートフォンアプリで利用できる[31]。またそのエリアの近くには、古沢 青面金剛庚申塔と呼ばれる「享保二十 十一月」と刻まれた石像が現存する。